# Megachile bradleyi
Megachile bradleyi är en biart som beskrevs av Mitchell 1934. Megachile bradleyi ingår i släktet tapetserarbin, och familjen buksamlarbin. Inga underarter finns listade i Catalogue of Life.